# Fábio Cardoso
Fábio Rafael Rodrigues Cardoso (Águeda, 19 april 1994) is een Portugees voetballer die bij voorkeur als centrale verdediger speelt. Hij stroomde in 2012 door vanuit de jeugd van SL Benfica.

## Clubcarrière
Cardoso werd geboren in Águeda en begon met voetballen bij RD Águeda. In 2008 trok hij naar de jeugdacademie van SL Benfica. Op 11 augustus 2012 debuteerde hij voor Benfica B in de Segunda Liga, tegen SC Braga. In zijn eerste seizoen kwam hij tot zestien optredens in competitieverband.

## Interlandcarrière
Cardoso kwam reeds uit voor meerdere Portugese nationale jeugdelftallen. Hij nam met Portugal -19 deel aan het EK -19 2013 in Litouwen.
1 Butland ·
2 Tavernier  ·
3 Yılmaz ·
4 Pröpper ·
5 Souttar ·
7 Cortés ·
8 Barron ·
9 Dessers ·
10 Diomand ·
11 Lawrence ·
14 Bajrami ·
17 Matondo ·
18 Černý ·
19 Nsiala ·
20 Dowell ·
21 Sterling ·
22 Jefté ·
24 Kasanwirjo ·
27 Balogun ·
29 Igamane ·
30 Hagi ·
31 Kelly ·
38 King ·
43 Raskin ·
44 Devine ·
45 McCausland ·
51 Lowry ·
99 Danilo ·
Coach: Clement
· Assistent-coach: Van der Heyden
· Assistent-coach: Rae
· Assistent-coach: Ulderink